# Поймать вора
«Поймать вора» (англ. To Catch a Thief) — романтический детектив Альфреда Хичкока, снятый в 1955 году. Действие фильма происходит на Лазурном берегу. Во время съёмок фильма исполнительница главной роли Грейс Келли познакомилась с монакским князем Ренье III; вскоре они сыграли свадьбу и актриса объявила о завершении своей короткой кинокарьеры. Фильм снят по роману Дэвида Доджа «Поймать вора» (1952).
Сам Хичкок признавал данный фильм, почти полностью снятый во Франции, своей творческой неудачей, называя его «легковесной историей». Постоянный оператор режиссёра Роберт Бёркс был удостоен премии «Оскар» за свою работу.

## Сюжет
Южная Франция взбудоражена серией дерзких ограблений, совершенных в стиле знаменитого вора по кличке «Кот». И хотя полиции отлично известно, что сам «Кот», американец Джон Роби (Кэри Грант), бывший участник движения Сопротивления, давно завязал, получил помилование и мирно проживает на вилле в окрестностях Ниццы, игнорировать факты они не могут, поэтому Джон попадает под подозрения. Он понимает, что единственный способ отвести от себя обвинения  — самому поймать преступника. Для этого он узнаёт имена самых богатых отдыхающих, которые, с очевидностью, скоро станут жертвами преступлений. Среди них американская семья — мать и дочь Стивенс, с которыми он вскоре знакомится…

## В ролях
- Кэри Грант — Джон Роби
- Грейс Келли — Фрэнсис Стивенс
- Джесси Ройс Лэндис — Джесси Стивенс
- Джон Уильямс — Хьюсон
- Шарль Ванель — Бертани
- Брижитт Обер — Даниэль Фуссар
- Жан Мартинелли — Фуссар
- Жоржетт Ани — Жермен

Камео Альфреда Хичкока — пассажир в автобусе, справа от Джона Роби.

## Производство
Фильм снимался в основном на студии Paramount в Голливуде, а также в Приморских Альпах на юго-востоке Франции, на побережье Средиземного моря на курортах Канн, Ниццы, Вильфранш-сюр-Мер и Сен-Жанне.

## Награды и номинации
| Премия                         | Категория                                             | Номинант                                                   | Результат |
| ------------------------------ | ----------------------------------------------------- | ---------------------------------------------------------- | --------- |
| «Оскар»                        | Лучшая операторская работа в цветном фильме           | Роберт Бёркс                                               | Победа    |
| «Оскар»                        | Лучшая работа художника-постановщика в цветном фильме | Хэл Перейра, Дж. МакМиллан Джонсон, Сэм Комер, Артур Крамс | Номинация |
| «Оскар»                        | Лучший дизайн костюмов в цветном фильме               | Эдит Хэд                                                   | Номинация |
| Венецианский кинофестиваль     | Золотой лев                                           | Альфред Хичкок                                             | Номинация |
| Премия Гильдии сценаристов США | Лучшая американская комедия                           | Джон Майкл Хэйс                                            | Номинация |